# 1922年のスポーツ

## できごと
- 4月15日 - 二階堂体操塾（現在の日本女子体育大学）が開塾[1]。
- 9月9日-15日 - 第1回「全日本庭球選手権大会」（現在の全日本テニス選手権）が東京府・本郷の東京帝大コートにて開催され、男子シングルス・男子ダブルスの2部門が行われた。9月15日の男子シングルス決勝で、福田雅之助が第1回全日本チャンピオンとなった。

## 総合競技大会
- 第1回国際女子オリンピック（フランス・パリ・8月20日）

## アメリカンフットボール
- NFL優勝：カントン・ブルドッグス

## 大相撲
優勝掲額者
- 春（1月13日初日）:東前頭4枚目 鶴ヶ濱増太郎（9勝1敗）
- 夏（5月12日初日）:西張出横綱 大錦卯一郎（8勝1敗1分）

優勝旗手
- 春:西前頭13枚目 陸奥ノ山三郎（8勝2敗）
- 夏:西前頭10枚目 阿蘇ヶ嶽寅吉（7勝1敗2分）

## ゴルフ

### 世界4大大会（男子）
- 全米オープン優勝者：ジーン・サラゼン（アメリカ）
- 全英オープン優勝者：ウォルター・ヘーゲン（アメリカ）

［全米プロゴルフ優勝者：ジーン・サラゼン（アメリカ）］

## 自転車競技

### ロードレース
- 第10回ジロ・デ・イタリア

総合優勝：ジョバンニ・ブルネーロ（イタリア）
- 第16回ツール・ド・フランス

総合優勝：フィルマン・ランボー（ベルギー）

## テニス

### グランドスラム
- 全豪選手権　男子単優勝：ジェームズ・アンダーソン（オーストラリア）、女子単優勝：マーガレット・モールズワース（オーストラリア）
- 全仏選手権　男子単優勝：アンリ・コシェ（フランス）、女子単優勝：スザンヌ・ランラン（フランス）
- ウィンブルドン　男子単優勝：ジェラルド・パターソン（オーストラリア）、女子単優勝：スザンヌ・ランラン（フランス）
- 全米選手権　男子単優勝：ビル・チルデン（アメリカ）、女子単優勝：モーラ・マロリー（ノルウェー）

全豪選手権の女子シングルスは、本年度が第1回開催であった。マーガレット・モールズワースが初代優勝者となる。

## 野球

### 日本

#### 大学野球
五大学リーグ
- 秋 - 早大が6戦全勝。

#### 中等野球
- 第8回全国中等学校優勝野球大会決勝（鳴尾球場・8月18日）
和歌山中（和歌山県） 8-4 神戸商（兵庫県）

### アメリカ大リーグ
- ワールドシリーズ
ニューヨーク・ジャイアンツ（ナ・リーグ） （4勝0敗） ニューヨーク・ヤンキース（ア・リーグ）

## サッカー
- 京都紫郊クラブ（Jリーグ京都サンガF.C.の前身）結成

## ラグビー
- 11月23日 - 第1回ラグビー早慶戦を開催[2]

## 誕生
- 2月7日 - 三根山隆司（東京都、相撲、+1989年）
- 3月3日 - ヒデクチ・ナーンドル（ハンガリー、サッカー、+2002年）
- 4月6日 - 飯田徳治（神奈川県、野球、+2000年）
- 5月5日 - 野本喜一郎（埼玉県、野球、+1986年）
- 5月27日 - 宮城黎子（東京都、テニス、+2008年）
- 7月10日 - ジェイク・ラモッタ（アメリカ、ボクシング、+2017年）
- 8月1日 - 和田共弘（北海道、競馬、+1994年）
- 9月19日 - エミール・ザトペック（チェコスロバキア、陸上競技、+2000年）
- 10月1日 - 別所毅彦（兵庫県、野球、+1999年）
- 11月8日 - アデミール（ブラジル、サッカー、+1996年）
- 11月9日 - 若葉山貞雄（旧中国、相撲、+2001年）
- 12月15日 - 大下弘（兵庫県、野球、+1979年）
- 12月17日 - 小鶴誠（福岡県、野球、+2003年）
- 12月23日 - ミシュリーヌ・オステルメイヤー（フランス、陸上競技、+2001年）

## 死去
- 1月5日 - アーネスト・シャクルトン（アイルランド、探検家、*1874年）
- 6月19日 - 常陸山谷右エ門（茨城県、相撲、*1874年）
- 11月2日 - 坪井玄道（千葉県、体育学者、*1852年）
- 12月22日 - 西郷四郎（福島県、柔道、*1866年）